# Діді Опеті
Діді Опеті (груз. დიდი ოფეთი) — село в Грузії.
За даними перепису населення 2014 року в селі проживає 144 особи.